# Câu lạc bộ bóng đá Hà Nội
Il Câu lạc bộ bóng đá Hà Nội, meglio noto come Hà Nội, è una società calcistica vietnamita con sede nella città di Hanoi. Milita nella V League, la massima divisione del campionato vietnamita.
Fondato nel 2006 con il nome di T&T Hanoi Football Club, divenne Hanoi T&T Football Club nel 2010 e nel 2016 ha assunto la denominazione attuale.

## Palmarès

### Competizioni nazionali
- Campionato vietnamita: 6

2010, 2013, 2016, 2018, 2019, 2022
- Coppa del Vietnam: 3

2019, 2020, 2022
- Supercoppa del Vietnam: 5

2010, 2018, 2019, 2020, 2022

### Altri piazzamenti
- Campionato vietnamita:

Secondo posto: 2011, 2012, 2014, 2015, 2020, 2023, 2024-2025
Terzo posto: 2017, 2023-2024
- Coppa del Vietnam:

Finalista: 2012, 2015, 2016, 2023-2024
Semifinalista: 2018
- Supercoppa del Vietnam:

Finalista: 2013, 2015, 2016
- Coppa dell'AFC:

Semifinalista: 2019

## Organico

### Rosa 2020
Aggiornata al luglio 2020.
| N. |                     | Ruolo | Calciatore                  |
| -- | ------------------- | ----- | --------------------------- |
| 1  | Vietnam (bandiera)  | P     | Bùi Tấn Trường              |
| 4  | Vietnam (bandiera)  | D     | Nguyễn Văn Dũng             |
| 5  | Vietnam (bandiera)  | D     | Đoàn Văn Hậu                |
| 6  | Vietnam (bandiera)  | C     | Đậu Văn Toàn                |
| 7  | Vietnam (bandiera)  | C     | Mạch Ngọc Hà                |
| 8  | Uganda (bandiera)   | C     | Moses Oloya                 |
| 9  | Giamaica (bandiera) | A     | Rimario Gordon              |
| 10 | Vietnam (bandiera)  | A     | Nguyễn Văn Quyết (capitano) |
| 11 | Vietnam (bandiera)  | C     | Phạm Thành Lương            |
| 13 | Vietnam (bandiera)  | D     | Trần Văn Kiên               |
| 14 | Vietnam (bandiera)  | C     | Lê Tấn Tài                  |
| 15 | Vietnam (bandiera)  | C     | Phạm Đức Huy                |
| 16 | Vietnam (bandiera)  | D     | Nguyễn Thành Chung          |
| 17 | Vietnam (bandiera)  | D     | Đặng Văn Tới                |
| 18 | Vietnam (bandiera)  | D     | Đinh Tiến Thành             |
| 19 | Vietnam (bandiera)  | C     | Nguyễn Quang Hải            |
| 20 | Senegal (bandiera)  | A     | Pape Omar                   |

| N. |                    | Ruolo | Calciatore          |
| -- | ------------------ | ----- | ------------------- |
| 21 | Vietnam (bandiera) | D     | Trần Đình Trọng     |
| 25 | Vietnam (bandiera) | P     | Nguyễn Bá Minh Hiếu |
| 26 | Vietnam (bandiera) | C     | Nguyễn Tuấn Anh     |
| 28 | Vietnam (bandiera) | D     | Đỗ Duy Mạnh         |
| 29 | Vietnam (bandiera) | A     | Ngân Văn Đại        |
| 30 | Vietnam (bandiera) | P     | Nguyễn Văn Công     |
| 33 | Vietnam (bandiera) | P     | Phí Minh Long       |
| 45 | Vietnam (bandiera) | D     | Lê Văn Xuân         |
| 51 | Vietnam (bandiera) | C     | Lê Xuân Tú          |
| 68 | Vietnam (bandiera) | D     | Bùi Hoàng Việt Anh  |
| 72 | Vietnam (bandiera) | D     | Phạm Văn Nam        |
| 74 | Vietnam (bandiera) | C     | Trương Văn Thái Quý |
| 88 | Vietnam (bandiera) | C     | Đỗ Hùng Dũng        |
| 97 | Vietnam (bandiera) | D     | Nguyễn Mạnh Tiến    |
| 98 | Vietnam (bandiera) | C     | Hồ Minh Dĩ          |
|    | Francia (bandiera) | C     | Damien Le Tallec    |

### Rosa 2012
| N. |                    | Ruolo | Calciatore       |
| -- | ------------------ | ----- | ---------------- |
| 4  | Vietnam (bandiera) | A     | Lê Văn Lâm       |
| 5  | Brasile (bandiera) | D     | Cristiano Roland |
| 7  | Vietnam (bandiera) | C     | Bùi Văn Hiếu     |
| 8  | Vietnam (bandiera) | C     | Võ Duy Nam       |
| 9  | Vietnam (bandiera) | C     | Cao Sỹ Cường     |
| 10 | Vietnam (bandiera) | A     | Nguyễn Văn Quyết |
| 11 | Ghana (bandiera)   | A     | Kwame Attram     |
| 13 | Vietnam (bandiera) | D     | Nguyễn Tiến Dũng |
| 14 | Vietnam (bandiera) | D     | Nguyễn Hồng Tiến |
| 16 | Vietnam (bandiera) | P     | Phạm Ngọc Tú     |
| 17 | Vietnam (bandiera) | C     | Lê Hồng Minh     |
| 18 | Vietnam (bandiera) | C     | Nguyễn Xuân Tú   |

| N. |                      | Ruolo | Calciatore        |
| -- | -------------------- | ----- | ----------------- |
| 19 | Vietnam (bandiera)   | D     | Nguyễn Hải An     |
| 20 | Argentina (bandiera) | A     | Gonzalo Marronkle |
| 21 | Vietnam (bandiera)   | C     | Nguyễn Ngọc Duy   |
| 22 | Vietnam (bandiera)   | D     | Nguyễn Quốc Long  |
| 24 | Vietnam (bandiera)   | A     | Trần Văn Tâm      |
| 25 | Vietnam (bandiera)   | P     | Phạm Văn Thuần    |
| 26 | Vietnam (bandiera)   | D     | Nguyễn Xuân Dương |
| 27 | Vietnam (bandiera)   | C     | Trần Đức Trung    |
| 30 | Vietnam (bandiera)   | P     | Nguyễn Văn Công   |
| 35 | Vietnam (bandiera)   | D     | Nguyễn Xuân Hùng  |
| 39 | Nigeria (bandiera)   | A     | Samson Kayode     |
| 42 | Vietnam (bandiera)   | D     | Nguyễn Văn Biển   |
| 47 | Vietnam (bandiera)   | C     | Thạch Bảo Khanh   |